# 鲍里斯·巴博奇金
鲍里斯·安德烈耶维奇·巴博奇金（俄语：Бори́с Андре́евич Ба́бочкин，1904年1月18日—1975年6月17日），苏联电影演员、导演。
出生在伏尔加河畔的萨拉托夫，其父是一个商人。鲍里斯在14岁时加入了红军，在伏尔加河与乌拉尔山脉一带服役了一年。
1934年，他在电影《夏伯阳》中扮演主人公夏伯阳（瓦西里·恰巴耶夫）而出名。
1952年，他的老领导阿列克谢·季基根据米哈伊尔·叶夫格拉福维奇·萨尔蒂科夫-谢德林的小说《树荫》（Тени）改编成同名电影，巴博奇金作为其挚友，出演电影里一位名叫Klaverov的腐败官员。这部电影暗讽苏联的腐败官员。莫斯科市长叶卡捷琳娜·福尔采娃在真理报上撰文，猛烈抨击他。福尔采娃后来出任苏联文化部长，巴博奇金也受到严厉打压和政治审查，直到1974年福尔采娃死后才开始解禁。
巴博奇金曾于1941年和1951年两次获得斯大林奖。死后，又于1977年追授苏联国家奖。